# Ovečka Shaun

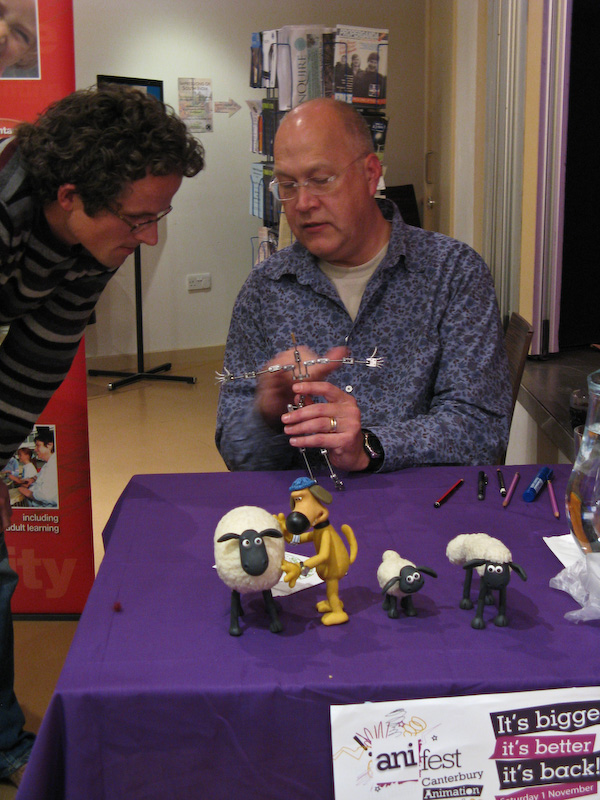
Animátor Richard Goleszowski s postavičkami seriálu

Ovečka Shaun (v anglickém originále Shaun the Sheep) je britský dětský animovaný televizní seriál studia Aardman a HiT Entertainment, který byl poprvé uveden ve Velké Británii na dětské stanici CBBC v srpnu 2006. První řada zaznamenala světový úspěch a tvůrci pokračují v natáčení dalších řad. Režisérem a autorem seriálu je Nick Park.
Díky popularitě se seriál dočkal i spin-offu s názvem Kamarád Timmy, který je zaměřený na mladší diváky a vypráví o Shaunově mladším bratranci Timmym.

## Počátky
Postava ovečky Shaun se poprvé objevila už v roce 1995 v krátkém filmu O chloupek s Wallacem a Gromitem. Film byl oceněn Oscarem.
V České republice se, nejspíš chybou překladu, od počátku uvedení v TV uvádí název „Ovečka Shaun“, ve skutečnosti je však správný název seriálu „Beránek Shaun“. To je zřejmé z dalších sérií seriálu, kdy se beránek Shaun zamiluje do blonďaté ovečky atd. Stejně tak na vícejazyčných reklamních předmětech je pouze v české verzi uváděno pojmenování v ženském rodě (ovečka), ostatní jazyky jej uvádějí v mužském rodě (beránek).

## Hlavní postavy
- Shaun má zvídavou a rozpustilou povahu, čímž se odlišuje od ostatních ovcí. Zvědavost jej zavádí do ošemetných situací z kterých nakonec obyčejně vyvázne. Shaun je mezi ostatními oblíbený a přirozený vůdce. Snaží se dělat dobré věci a tím do jednotlivých dílů s lehkostí vnáší morální ponaučení.

- Bitzer je trpělivý ovčácký pes, který hlídá stádo. Jeho majitel – farmář – si nikdy nevšiml, že by se ve stádu dělo něco zvláštního a Bitzer se jej v tomto domnění snaží udržet. Pes je shovívavý ke skotačení ovcí, ale zakročí, když se mu věci vymknou z rukou. Bitzer se chová jako velitel stáda, řídí stádo pomocí své píšťalky, počítá, zda jsou všechny ovce tam, kde mají být. Nicméně mnohdy bere věci na lehkou váhu, což dává ovcím příležitost provádět neplechu. Vztah mezi Bitzerem a ovcemi je v podstatě přátelský a zdá se, že víc než s jinými si je bližší se Shaunem. Ale jen do určitých mezí, ani Shaun si nemůže dovolit provádět věci, které by mohly ohrozit splnění Bitzerových povinností. Ať však dělá cokoliv, jakmile mu někdo hodí klacek, všeho nechá a jeho jedinou starostí je v tu chvíli klacek najít a přiběhnout s ním zpět. Jeho oblíbenou činností je opalování, poslouchání elektronické hudby z MP3 přehrávače a k tomu si nejraději dopřává sendviče a limonádu.

- Záporné postavy jsou představeny v podobě trojčlenného prasečího gangu a kocoura Pidsley.

## Vysílání
| Řada | Díly | Premiéra ve VB            | Premiéra ve VB            | Premiéra v ČR     | Premiéra v ČR     |
| Řada | Díly | První díl                 | Poslední díl              | První díl         | Poslední díl      |
| ---- | ---- | ------------------------- | ------------------------- | ----------------- | ----------------- |
| 1    | 40   | 5. března 2007            | 14. září 2007             | 21. března 2009   | 6. ledna 2010     |
| 2    | 40   | 23. listopadu 2009        | 17. prosince 2010         | 23. dubna 2010    | 10. ledna 2011    |
| 3    | 20   | 25. února 2013            | 21. března 2013           | 6. června 2013    | 27. června 2013   |
| 4    | 30   | 3. února 2014             | 19. prosince 2014         | 9. listopadu 2015 | 18. prosince 2015 |
| 5    | 20   | 5. září 2016              | 18. listopadu 2016        | 3. prosince 2017  | 11. února 2018    |
| 6    | 20   | 16. března 2020 (Netflix) | 16. března 2020 (Netflix) | 27. února 2021    | 18. dubna 2021    |

### Speciální řady
| Řada | Díly | Původní premiéra | Původní premiéra  |
| Řada | Díly | První díl        | Poslední díl      |
| ---- | ---- | ---------------- | ----------------- |
| 1    | 15   | 7. března 2012   | 13. června 2012   |
| 2    | 21   | 2. července 2012 | 13. července 2012 |

## Filmy
- 2015 Ovečka Shaun ve filmu
- 2019 Ovečka Shaun ve filmu: Farmageddon